# Cotter-Kliffs
Die Cotter-Kliffs sind markante und bis zu 1500 m hohe Felsenkliffs an der Borchgrevink-Küste des ostantarktischen Viktorialands. Sie ragen entlang der gesamten Ostseite der Hallett-Halbinsel auf.
Der britische Polarforscher James Clark Ross benannte bei seiner Antarktisexpedition (1839–1843) ein vermeintliches Kap in der Umgebung der Kliffs im Jahr 1841 als Cape Cotter. Da kein nennenswertes Kap entlang der Ostküste der Hallett-Halbinsel existiert, wurde Ross’ Benennung auf die hier beschriebenen Kliffs übertragen. Namensgeber ist Pownall Pellew Cotter (1810–1866), Kapitän des Forschungsschiffs Terror.